# Fattiga riddare
För andra betydelser, se Fattiga riddare (olika betydelser).

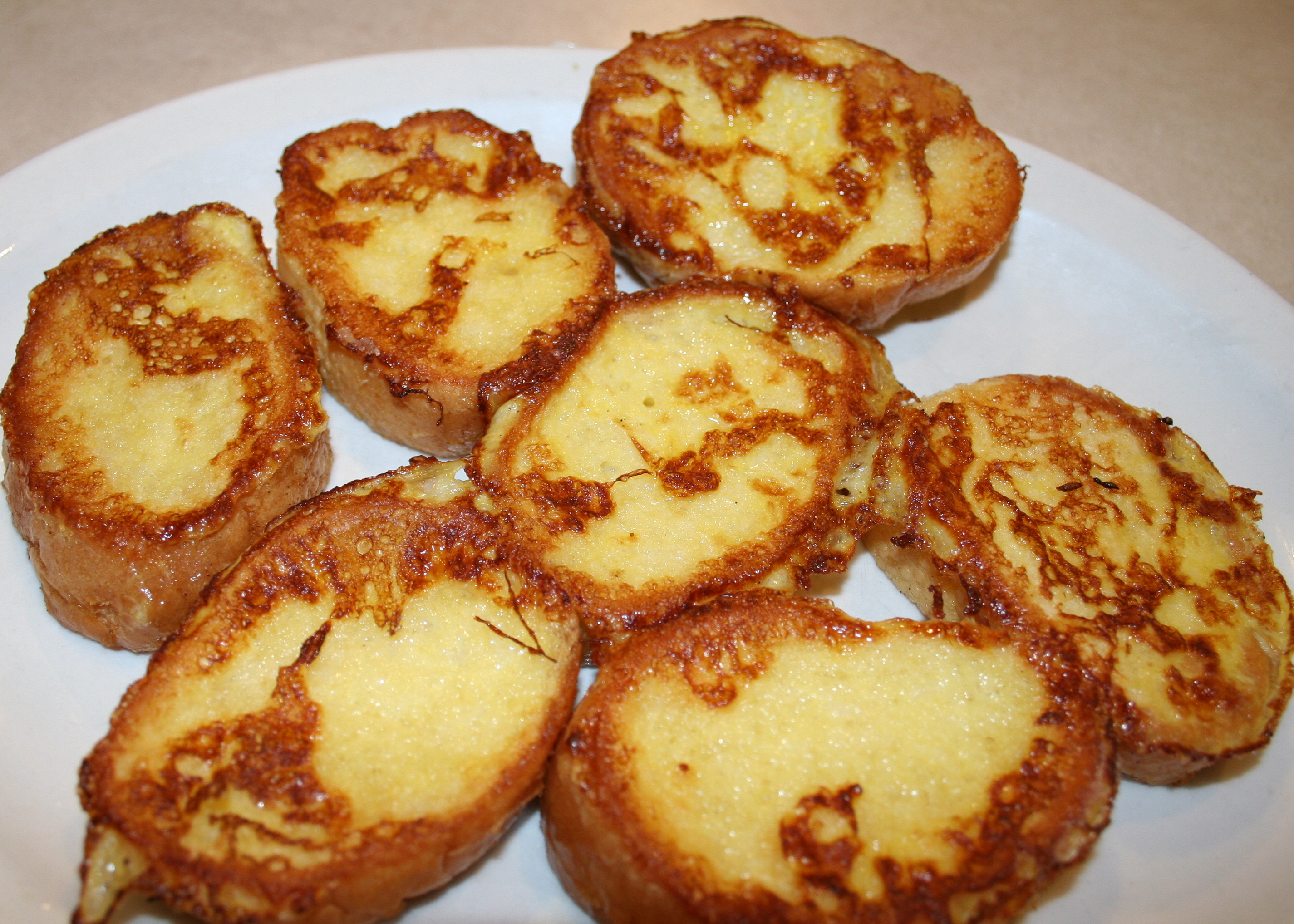
Fattiga riddare.

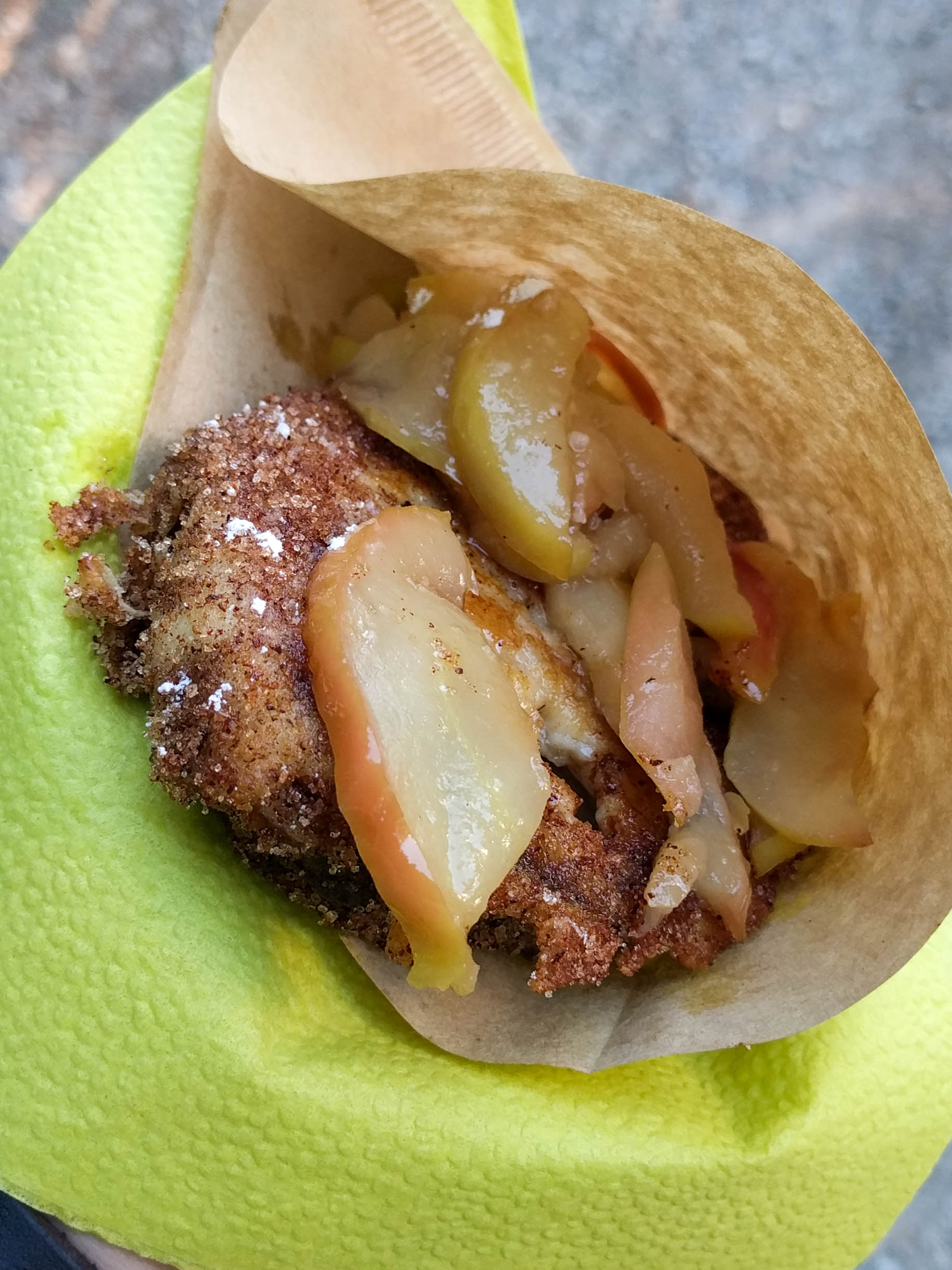
Fattiga riddare med stekt äpple.

Fattiga riddare är en rätt gjord av bröd som fått ligga i en blandning av ägg, mjöl och mjölk och sedan stekts. Man kan också göra dem i bara ägg och mjölk, eller enbart mjölk. Ofta används vitt bröd som kan vara något gammalt och torrt.

## Fattiga riddare globalt
Fattiga riddare finns i olika varianter över världen. Ursprunget antas vara att torrt bröd kunde göras mer aptitligt genom att doppas i vätska och fett samt därefter stekas. Moderna motsvarigheter betraktas ofta som efterrätter eller frukostmat.

### Norden och Tyskland
Beteckningen "fattiga riddare" används i Tyskland (arme Ritter) och i Norden. I dessa länder utgör den ofta efterrätt, men kan också vara frukostmat.
I Sverige brukar fattiga riddare vändas i socker och malen kanel (alternativt strös över) för att sedan serveras med sylt, (äppel-)mos eller bär.

### Spanien och Latinamerika
I Spanien och Latinamerika kallas fattiga riddare för torrijas och är typiska under fastetid med anor från 1400-talets klostervärld. I Frankrike kallas rätten "pain perdu", vilket kan översättas med "förlorat bröd".

### USA
I USA är den närmaste motsvarigheten French toast, vilket där är en vanlig frukosträtt bestående av en brödskiva som vänds i ägg och mjölk och sedan steks i smör. I Storbritannien används också "French toast", men oftast beteckningen eggy bread eller regionalt poor knights of Windsor alternativt endast poor knights. I Storbritannien finns även ett slags ugnsbakad variant av fattiga riddare, kallad bread and butter pudding. Den består av brödskivor med eller utan smör, som varvas med torkad frukt och vaniljsås och sedan gräddas i vattenbad i ugn.

## Rika riddare
Rika riddare betecknar en variant av fattiga riddare, ofta med grädde i stället för mjölk i receptet.
Enligt ett svenskt recept på rika riddare från 1911 bres mandelmassa på en brödskiva och äppelmos på en annan. Skivorna läggs ihop, doppas i grädde, vänds i skorpsmulor och steks i smör. De serveras med socker enligt receptet.